# Гендузи, Маттео
Маттео́ Элья́с Кензо́ Гендузи́ Олье́ (фр. Matteo Elias Kenzo Guendouzi Olié; род. 14 апреля 1999, Пуасси) — французский футболист, полузащитник клуба «Лацио» и сборной Франции. Вице-чемпион мира 2022 года.

## Клубная карьера

### «Лорьян»
Воспитанник французского клуба «Лорьян». Окончил его академию в 2016 году. В сезоне 2015/16 стал выступать за вторую команду. Дебютировал за неё 2 апреля 2016 года в поединке против «Роморантина». На момент игры ему было 16 лет.
В сезоне 2016/17 стал привлекаться к тренировкам с основной командой. 15 октября 2016 года дебютировал в Лиге 1 в поединке против «Нанта», выйдя на замену на 76-й минуте вместо Валида Меслуба.

### «Арсенал»
11 июля 2018 перешёл в «Арсенал» за 8 миллионов евро. Взял 29 номер, ранее принадлежавший Граниту Джаке. 14 июля 2018 года дебютировал в товарищеском матче против «Борэм Вуда», выйдя на замену на 77-й минуте. 12 августа 2018 года дебютировал в Английской Премьер-лиге в матче против «Манчестер Сити», выйдя в стартовом составе.
По итогам августовского опроса Маттео стал игроком месяца в «Арсенале». Он набрал 68 % голосов, обогнав Генриха Мхитаряна и Петра Чеха. Также Гендузи стал четвёртым тинейджером в истории «Арсенала», получившим это звание. Ранее его получали Николя Анелька, Сеск Фабрегас и Йоан Джуру.
5 октября 2020 года «Арсенал» объявил о том, что Маттео Гендузи проведет сезон-2020/21 в берлинской «Герте» на правах аренды.

### «Марсель»
6 июля 2021 года перешёл в «Олимпик Марсель» на правах аренды с правом выкупа. В их составе провёл 56 игр во всех турнирах и помог команде стать серебряным призёром чемпионата Франции. По окончании сезона 2021/22 «Марсель» активировал опцию выкупа игрока.
1 июля 2022 года «Марсель» объявил о выкупе у «Арсенала» контракта игрока. Сумма трансфера составила 11 млн евро. Сезон 2022/23 начал как игрок основного состава «Марселя».

## Карьера в сборной
Выступал за молодёжные сборные Франции возрастом до 18, 19 и 20 лет, а также до 21 года.
2 сентября 2019 года главный тренер сборной Франции Дидье Дешам впервые вызвал Гендузи для участия в матчах отборочного турнира к чемпионату Европы 2020 года против сборных Албании и Молдавии на замену травмированному Полю Погба. Однако, в обоих матчах остался на скамейке запасных и на поле не вышел.
Затем 1 сентября 2021 года получил второй вызов в сборную для участия в матчах отборочного турнира к чемпионату мира 2022 года против сборных Боснии и Герцеговины, Украины и Финляндии вместо травмированного Корентена Толиссо. 30 сентября 2022 года был включен Дешамом в официальную заявку сборной Франции для участия в матчах финальной части Лиги наций УЕФА 2020/21. В полуфинальном матче против сборной Бельгии и победном финале против сборной Испании участия не принимал.
16 ноября 2021 года дебютировал в сборной Франции в матче против Финляндии, выйдя на замену Антуану Гризманну. 29 марта 2022 года отличился первым голом за сборную, забив на 90+2 минуте товарищеского матча против сборной ЮАР.
9 ноября 2022 года был включён в официальную заявку сборной Франции для участия в матчах чемпионата мира 2022 года в Катаре.

## Статистика выступлений

### Клубная статистика
| Выступление       | Выступление      | Выступление      | Лига | Лига | Кубок | Кубок | Кубок лиги | Кубок лиги | Еврокубки | Еврокубки | Итого | Итого |
| Клуб              | Лига             | Сезон            | Игры | Голы | Игры  | Голы  | Игры       | Голы       | Игры      | Голы      | Игры  | Голы  |
| ----------------- | ---------------- | ---------------- | ---- | ---- | ----- | ----- | ---------- | ---------- | --------- | --------- | ----- | ----- |
| Лорьян            | Лига 1           | 2016/17          | 8    | 0    | 1     | 0     | 0          | 0          | —         | —         | 9     | 0     |
| Лорьян            | Лига 2           | 2017/18          | 18   | 0    | 1     | 0     | 2          | 0          | —         | —         | 21    | 0     |
| Лорьян            | Итого            | Итого            | 26   | 0    | 2     | 0     | 2          | 0          | —         | —         | 30    | 0     |
| Арсенал           | Премьер-лига     | 2018/19          | 33   | 0    | 1     | 0     | 3          | 0          | 11        | 1         | 48    | 1     |
| Арсенал           | Премьер-лига     | 2019/20          | 24   | 0    | 3     | 0     | 1          | 0          | 6         | 0         | 34    | 0     |
| Арсенал           | Итого            | Итого            | 57   | 0    | 4     | 0     | 4          | 0          | 17        | 1         | 82    | 1     |
| → Герта           | Бундеслига       | 2020/21          | 24   | 2    | 0     | 0     | —          | —          | —         | —         | 24    | 2     |
| → Герта           | Итого            | Итого            | 24   | 2    | 0     | 0     | —          | —          | —         | —         | 24    | 2     |
| → Олимпик Марсель | Лига 1           | 2021/22          | 38   | 4    | 4     | 0     | —          | —          | 14        | 1         | 56    | 5     |
| → Олимпик Марсель | Итого            | Итого            | 38   | 4    | 4     | 0     | —          | —          | 14        | 1         | 56    | 5     |
| Олимпик Марсель   | Лига 1           | 2022/23          | 13   | 1    | 0     | 0     | —          | —          | 6         | 2         | 19    | 3     |
| Олимпик Марсель   | Итого            | Итого            | 13   | 1    | 0     | 0     | —          | —          | 6         | 2         | 19    | 3     |
| Всего за карьеру  | Всего за карьеру | Всего за карьеру | 158  | 7    | 10    | 0     | 6          | 0          | 37        | 4         | 211   | 11    |

### Международная статистика
| Сборная          | Сезон            | Товарищеские | Товарищеские | Официальные | Официальные | Итого | Итого |
| Сборная          | Сезон            | Игры         | Голы         | Игры        | Голы        | Игры  | Голы  |
| ---------------- | ---------------- | ------------ | ------------ | ----------- | ----------- | ----- | ----- |
| Франция          |                  |              |              |             |             |       |       |
| 2021             | 0                | 0            | 1            | 0           | 1           | 0     |       |
| 2022             | 2                | 1            | 3            | 0           | 5           | 1     |       |
| Всего за карьеру | Всего за карьеру | 2            | 1            | 4           | 0           | 6     | 1     |

### Матчи за сборную
| № | Дата           | Оппонент    | Счёт | Голы | Карточки     | Минуты | Соревнование             |
| - | -------------- | ----------- | ---- | ---- | ------------ | ------ | ------------------------ |
| 1 | 16 ноября 2021 | Финляндия   | 2:0  | —    | —            | 23'    | Отборочные матчи ЧМ-2022 |
| 2 | 25 марта 2022  | Кот-д’Ивуар | 2:1  | —    | —            | 15'    | Товарищеский матч        |
| 3 | 29 марта 2022  | ЮАР         | 5:0  | 1    | —            | 10'    | Товарищеский матч        |
| 4 | 6 июня 2022    | Хорватия    | 1:1  | —    | —            | 90'    | Лига наций УЕФА 2022/23  |
| 5 | 10 июня 2022   | Австрия     | 1:1  | —    | —            | 27'    | Лига наций УЕФА 2022/23  |
| 6 | 13 июня 2022   | Хорватия    | 1:2  | —    | Предупреждён | 80'    | Лига наций УЕФА 2022/23  |

Итого: 6 матчей / 1 гол; 3 победы, 2 ничьи, 1 поражение.

## Достижения
«Арсенал»
- Обладатель Кубка Англии: 2019/20

Сборная Франции
- Победитель Лиги наций УЕФА: 2020/21
- Серебряный призёр чемпионата мира: 2022
- Бронзовый призёр Лиги наций УЕФА: 2024/25